# Notachalcus
Notachalcus is een geslacht van haften (Ephemeroptera) uit de familie Leptophlebiidae.

## Soorten
Het geslacht Notachalcus omvat de volgende soorten:
- Notachalcus corbassoni